# Jürgen Thee

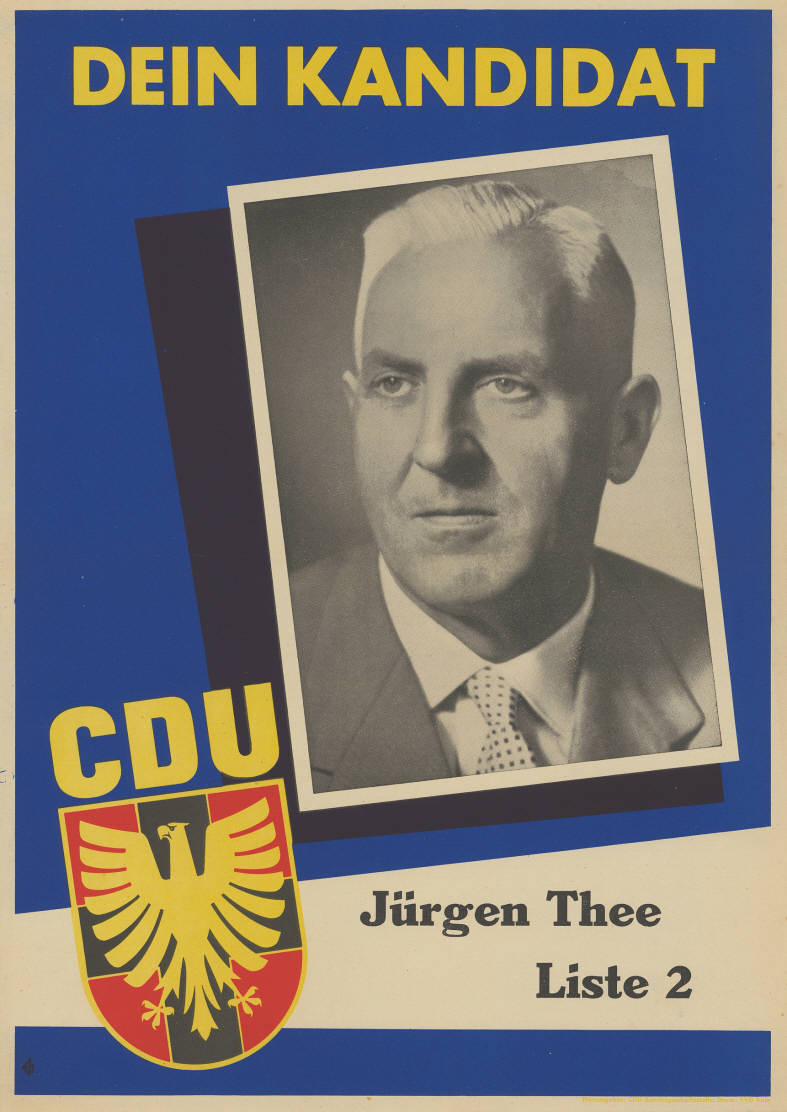
Jürgen Thee auf einem Wahlplakat zur Landtagswahl in Schleswig-Holstein 1958

Jürgen Thee (* 5. August 1900 in Hüsby; † 4. November 1980 ebenda) war ein deutscher Politiker (CDU). Er war von 1954 bis 1971 Mitglied des Landtags von Schleswig-Holstein.

## Leben
Nachdem er an der Schleswiger Domschule das Abitur abgelegt hatte, erlernte Thee von 1919 bis 1924 die praktische Landwirtschaft und bewirtschaftete danach als selbstständiger Landwirt einen 50 Hektar großen Hof. Ab 1952 übergab er den Betrieb an seinen Sohn als Pächter.
Thee engagierte sich seit der Zeit der Weimarer Republik in der Kommunalpolitik. Er war von 1929 bis 1955 ehrenamtlicher Bürgermeister von Hüsby, zwischen 1935 und 1945 war er Amtsvorsteher von Schuby im Kreis Schleswig. Er war zunächst von Juni 1948 bis 1950 Mitglied der CDU und trat ab Januar 1954 wieder in die Partei ein. 1949 wurde er Amtmann des Amtes Schuby. Thee war von 1948 bis 1953 auch parlamentarischer Vertreter des Landrats. Am 1. April 1953 wurde er Kreispräsident des Kreises Schleswig.
Am 28. Oktober 1954 wurde Thee während der dritten Wahlperiode als Nachrücker über die CDU-Liste Abgeordneter des schleswig-holsteinischen Landtags. Bei den Wahlen 1958, 1962 und 1967 wurde er jeweils im Wahlkreis 7 (Schleswig) als CDU-Direktkandidat in den Landtag wiedergewählt. Er war Mitglied verschiedener Landtagsausschüsse, darunter der Wirtschafts-, Finanz-, Justiz- und Innenausschuss.
Er nahm 1959 an der dritten und 1964 an der vierten Bundesversammlung jeweils als Ersatzmitglied teil, bei denen Heinrich Lübke zum Bundespräsidenten gewählt wurde.
Thee war vom 20. Juni 1967 bis zum 31. August 1970 Parlamentarischer Vertreter des Justizministers Hans-Hellmuth Qualen. Thee schied mit dem Ende der sechsten Wahlperiode am 15. Mai 1971 aus dem Landtag aus.
Ihm wurde 1965 das Verdienstkreuz 1. Klasse und 1968 das Große Verdienstkreuz der Bundesrepublik Deutschland verliehen.